# Gestik

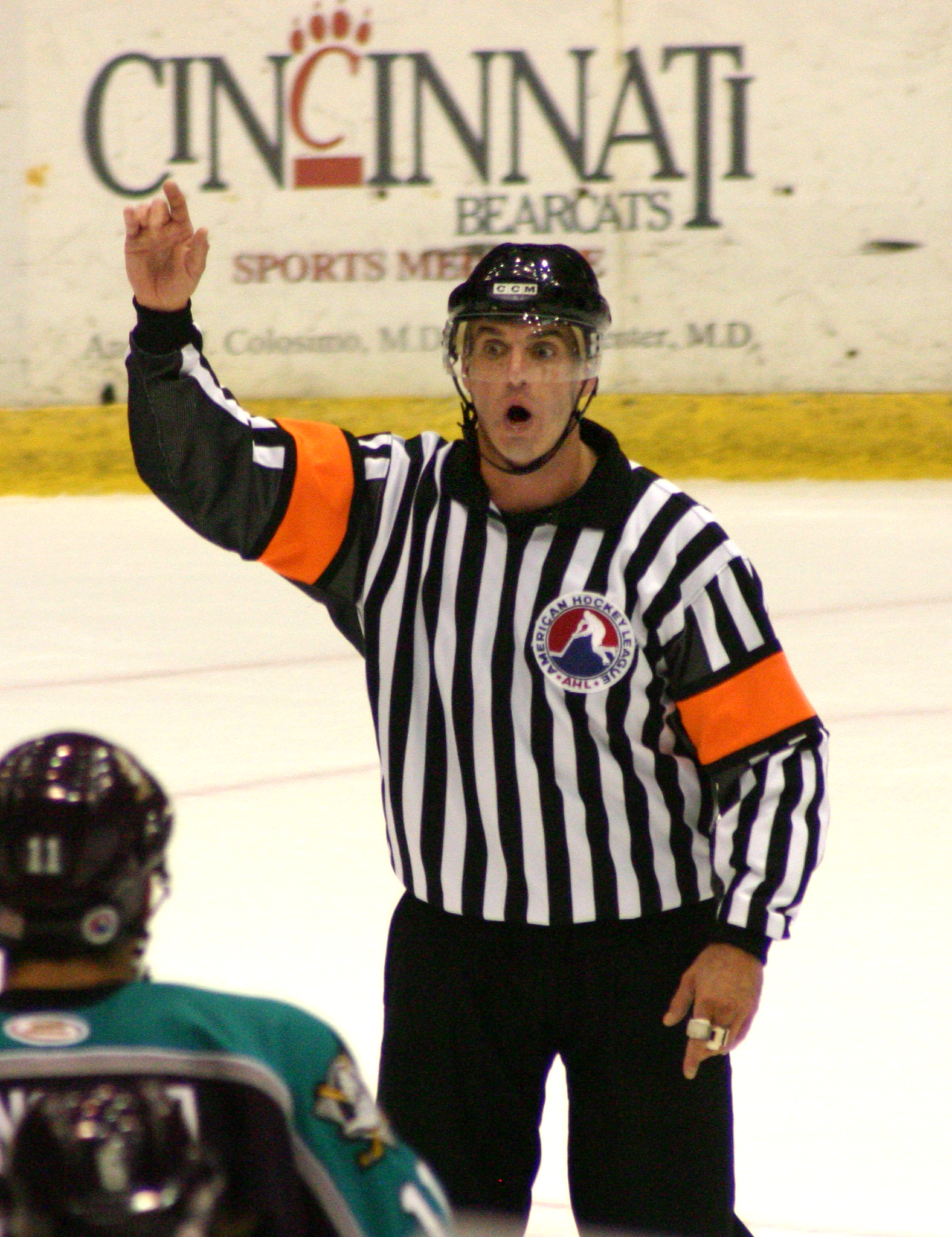
Signal eines Eishockey-Schiedsrichters durch Gestik: Mitteilung einer Entscheidung

Gestik ist die Gesamtheit der Gesten, die als Bewegungen der zwischenmenschlichen Kommunikation dienen. Insbesondere Bewegungen der Arme, Hände und des Kopfes begleiten oder ersetzen Mitteilungen in einer jeweiligen Lautsprache. Gesten sind Zeichen der nonverbalen Kommunikation.

## Etymologie
Das Wort Geste, das allgemein eine die Rede begleitende Gebärde bedeutet und um 1500 auf das Gesten machen öffentlicher Spaßmacher erscheint, ist eine Entlehnung aus lateinisch gestus, das die Gebärden eines Schauspielers oder Redners umfasst. Es gehört zum Verb lat. gerere in der deutschen Bedeutung von zur Schau tragen, sich benehmen. Von diesem Stammwort ist über die Verkleinerungsbildung gesticulus (pantomimische Bewegungen) das lat. Verb gesticulari abgeleitet, aus dem im 16. Jh. das Wort suggerieren und im 17. Jh. das Wort gestikulieren entlehnt wurden. Gestik und Gestikulation zeigen mentale Abläufe, und sie sind ein aktueller Ausdruck der Psyche einer Person.

## Abgrenzung
Die Gestikforschung hat sich seit Mitte der 1990er Jahre aus der nonverbalen Kommunikationsforschung gelöst, wo Gestik nur als affektiver Ausdruck von Gefühlen angesehen wurde. Zeitgenössisch bewegt sich das Forschungsfeld zwischen Linguistik, Psychologie, Kognitionswissenschaft, Semiotik, Verhaltensforschung sowie der Gebärdensprache.

## Typologie
Gesten lassen sich in folgende Typen unterscheiden:
- Lexikalisierte Gesten: Es sind solche, gesellschaftlich tradierte Gesten, die wie ein Lexem funktionieren und erlernt sind, beispielsweise diverse Beleidigungsgesten oder das Aneinanderreiben der Fingerspitzen für Zahlungsmittel.
- Deiktische Gesten: Gesten, die das Ziel haben, auf etwas zu zeigen. Eine bekannte deiktische Geste ist das Zeigen mit einem Finger – sie wird als eine der ersten Gesten überhaupt schon von Kindern erlernt. Bei Erwachsenen wird diese Geste häufig auch als ein abstraktes Zeigen auf nicht vorhandene Gegenstände, Orte oder Ideen genutzt. Anstelle der Hand können andere Körperteile oder ebenso Gegenstände, die in der Hand gehalten werden, für eine Zeigegeste eingesetzt werden.
- Ikonische Gesten: Sie bilden als ein Ikon die Wirklichkeit in übertragener Form ab – beispielsweise im Nachahmen einer Handlung, im Darstellen der Umrisse eines Objektes oder im Anordnen eines Objektes im Raum. Dabei können sich Gesten nicht nur auf konkrete Dinge beziehen, sondern auch Abstraktionen betreffen, beispielsweise eine Theorie als Gebäude mit mehreren Etagen zeigen (siehe auch: Pantomime).
- Metaphorische Gesten: Sie stellen Metaphern dar, beispielsweise beim Ausführen einer Geste, als ob etwas in der Hand gehalten wird – dabei will die Geste das Halten einer Idee beschreiben. Oder wenn beide Hände eine Aufteilung andeuten: Auf der einen Seite die Guten und auf der anderen Seite die Schlechten.
- Rhythmische Gesten: Gemeint sind rhythmische Bewegungen, die etwas betonen bzw. unterstreichen sollen. Eine solche Geste kann einen wichtigen Punkt in einer Unterhaltung markieren, wobei das mehrmalige Wiederholen eine Begrifflichkeit oder einen Leitgedanken darstellen kann, beispielsweise wenn Eltern ihren Kindern etwas zum vermeintlich tausendsten Mal erklären und dabei mit dem Zeigefinger bei jedem Wort die Hand auf und ab bewegen.

## Synchronität undCo-Expressiveness
Die zwei Haupteigenschaften der Gestik sind erstens, dass sie Bedeutung (über)trägt, und zweitens, dass sie mit der Sprache synchron erscheint. Die Gestikplanung kommt neurologisch betrachtet vor der Textkonzeptuierung. Sie endet meist mit dem gesprochenen Wort, setzt jedoch früher an. Hierfür hat Jan Peter de Ruiter ein Sketch Model entwickelt: Seine Abruf-/ Zugriffshypothese erklärt, dass Gesten einen erleichternden Effekt auf die Sprechproduktion haben. Geste und Wort werden oft als Einheit verstanden und wahrgenommen. Sie drücken dieselbe Idee(neinheit) aus. Die Geste verfolgt dabei einen kommunikativen Zweck. Um diesen Zweck analytisch zu untersuchen, werden die gestischen Bewegungen in drei Kategorien unterteilt:
- Die Unit, welche ein Intervall zwischen Pausen der Arm- bzw. Handbewegungen, also die gesamte Geste einschließlich ihres Auf- und Abbaus, umfasst. Sie besteht aus einer oder mehreren Gesten-Phasen.
- Die Phase, welche die Geste selbst beschreibt. Diese kann aus bis zu fünf Phasen bestehen.
- Die Phasen können wiederum in weitere Kategorien unterteilt werden.

### Phasen einer Geste
Die Preparation Phase (Vorbereitungsphase) bereitet die Hauptgeste vor. Meist folgt ihr der Prestroke Hold, der den wichtigsten Teil einer Geste, den Stroke, so lange hinauszögert, bis das entsprechende sprachliche Segment bereit ist, artikuliert zu werden, und er signalisiert dem Zuhörer gleichzeitig, dass eben dieses Segment erwartet wird. Dabei befinden sich die Hände in einer Position, die gehalten wird, bis das entsprechende Sprachsegment artikuliert wird. Die nun folgende Phase, der Stroke, ist der bedeutendste Teil einer Geste, da er die eigentliche Bedeutung überträgt. Das kann auch dadurch belegt werden, dass der Stroke zu 90 % ko-expressiv mit der Sprache ist, d. h. ihr zwar vorausgehen kann, was auch zu 10 % der Fall ist, ihr aber niemals folgt. Nun kann die Stroke-Hold-Phase folgen, welche keine Bewegung, sondern eine gehaltene Position zusammen mit einer Bedeutung darstellt. Ein Beispiel dafür ist, wenn jemand das zweite Stockwerk eines Hauses beschreiben möchte, dazu die Hand angehoben hat und sie während der Beschreibung dort hält. Als Nächstes kann sich die Post-Stroke-Hold-Phase anschließen, welche auftritt, falls die Geste vollzogen wurde, der sprachliche Teil jedoch noch weiter läuft. Zum Schluss einer Geste kann die sogenannte Retraction kommen. Dabei gehen die Hände in die Ruheposition zurück. Folgt jedoch eine weitere Geste, kann die Retraction-Phase ausfallen.

### Verbindung zwischen Gestik und Sprache
So lange Sprache und Gestik die gleiche Bedeutung haben, sind sie so gut wie untrennbar. Dies zeigen verschiedene Beobachtungen, die durchgeführt wurden. Das Delayed Auditory Feedback (DAF), bei dem die Sprache eines Sprechers aufgezeichnet und ihm zeitversetzt (Zeitversatz ≥ 25 ms) wiedergegeben wird, zeigt, dass der Sprachfluss währenddessen langsamer und zögerlicher wird. Dabei wird oftmals Stottern während des Versuchs aufgerufen. Trotzdem bleiben Gesten und Sprache dabei stets synchron. Ebenso sieht man die starke Bindung zwischen Sprache und Gesten bei Versuchen mit stotternden Menschen. Hier können Gesten über das Stottern hinweghelfen. In einigen Versuchen wurde beobachtet, dass sobald ein Stroke beginnt, nie gleichzeitig das Stottern begonnen hat, wobei man dies in anderen Phasen durchaus beobachten konnte. Selbst während der Stroke-Phase konnte Stottern einsetzen, nie jedoch gleichzeitig mit dem Beginn dieser Phase. Sobald das Stottern einsetzte, konnte beobachtet werden, dass nicht nur der Sprachfluss unterbrochen wurde, sondern immer auch die Gesten. Dabei blieben die Hände stehen und kamen zur Ruhe. Sobald das Stottern aufhörte und der Sprachfluss wieder aufgenommen werden konnte, wurden die Gesten synchron zur Sprache fortgeführt.
Selbst bei Versuchen, in denen von Geburt an blinde Menschen – vorwiegend Kinder – untersucht wurden, konnte eine starke Sprache-Gesten-Bindung beobachtet werden. Blinden Kindern wurden andere Kinder gleichen Alters und Geschlechts gegenübergesetzt und sie sollten sich einige Dinge erklären. Den Kindern wurde dabei mitgeteilt, ob das Kind gegenüber ebenfalls blind ist oder sehen kann. Dabei hat es keine Rolle gespielt, ob beide blind waren oder nicht, die Kinder zeigten stets die gleiche Menge an Gesten. Dies zeigt, dass die Bindung von Sprache und Gesten von Geburt an bei jedem Menschen stark ist. Es kam bei Versuchen oftmals vor, dass sich Menschen nach dem Versuch an Aussagen erinnern und beschreiben sollten, ob die Aussage eine Geste oder eine verbale Information war. Häufig wurden dabei Gesten als verbale Informationen deklariert, obwohl sie in Wirklichkeit nicht ausgesprochen wurden. Ebenso konnte dieser Effekt in die andere Richtung beobachtet werden. Auch diese Beobachtung zeigt eine starke Verwobenheit und Synchronität zwischen der Wahrnehmung von Gesten und Sprache.

### Gestische Perspektiven
Die in Gesten auftauchenden Perspektiven umfassen zwei Arten:
- Die Perspektive der dritten Person (Observer Viewpoint)
- Die Perspektive der ersten Person (Character Viewpoint).

Beim Observer Viewpoint stellen die Gesten in einer Erzählung einzelne Entitäten wie Bäume, Häuser, Menschen etc. dar. Der Bereich vor dem Erzähler ist dabei der Aktionsbereich. Der Character Viewpoint (‚Rollen-Prespektive‘) ist dann gegeben, wenn die Gesten des Erzählers auch die Gesten einer Person in seiner Erzählung darstellen. Dann befindet sich der Erzähler selbst im Aktionsbereich.
Die beiden Perspektiven können auch zusammen in einer Geste auftreten, etwa dann, wenn ein Erzähler einen (imaginären) Gegenstand in der Hand hält und damit umfällt. Dabei stellt seine geschlossene Faust den Gegenstand dar und damit den Observer Viewpoint; dagegen entspricht die Fallbewegung des Erzählers mit dem Gegenstand in der Hand dem Character Viewpoint.

### Lexical Affiliate(LA)
Der lexikalische Begleiter (lexical affiliate) einer Geste ist das Wort oder die Worte, die als einer Geste am nächsten stehend gelten. Er entspricht nicht dem ko-expressiven Sprachsegment (CE). Eine Geste kann dem LA vorausgehen, aber gleichzeitig mit seinem CE-Sprachsegment synchronisiert sein. Der LA kann erkannt werden, wenn man die Geste und das Gesprochene vergleicht, im Gegensatz zum CE-Sprachsegment, welches nur dem Kontext entnommen werden kann. Ein Beispiel, um den Unterschied zwischen Ko-Expressivität und dem LA zu verdeutlichen, wäre der folgende Satz, der beschreibt wie ein Schloss funktioniert: „Hebe die Stifte an bis zu ihrer benötigten Höhe, bei der es möglich ist, den Schlüssel zu drehen.“ – In diesem Satz wird bei dem Wort ‚möglich‘ eine Schlüsseldrehbewegung ausgeführt. Dabei ist der LA ‚Schlüssel‘ oder ‚Schlüssel zu drehen‘. Die Bedeutung der Geste – der ko-expressive Teil – allerdings ist, dass es überhaupt möglich ist, den Schlüssel zu drehen.